# Victor McGuire
Victor McGuire, né le 17 mars 1964 à Liverpool, est un acteur Britannique.

## Biographie
Victor McGuire est surtout connu pour avoir tenu des rôles principaux dans les séries télévisées britanniques Bread (en) (de 1986 à 1991) et Goodnight Sweetheart (en) (de 1993 à 1999). Il a aussi notamment joué des seconds rôles dans les films Arnaques, Crimes et Botanique (1998), Plein Gaz (2002), Le Fantôme de l'Opéra (2004), Le Dahlia noir (2006) et Star Wars, épisode VII : Le Réveil de la Force (2015).

## Filmographie

### Cinéma
- 1998 : Arnaques, Crimes et Botanique : Gary
- 2002 : Plein Gaz : M. Smash
- 2004 : Le Fantôme de l'Opéra : Piangi
- 2005 : Hellraiser: Hellworld : un policier
- 2006 : Le Dahlia noir : le sergent Bill Koenig
- 2007 : Midsummer Madness : Mike
- 2011 : The Task : Big Daddy
- 2011 : My Week with Marilyn : Andy
- 2012 : La Dame en noir : Gerald Hardy
- 2015 : Loin de la foule déchaînée : Bailiff Pennyways
- 2015 : Star Wars, épisode VII : Le Réveil de la Force : le patron du bar
- 2019 : The Personal History of David Copperfield d'Armando Iannucci

### Télévision
- 1984 : Robin of Sherwood (série télévisée, saison 2 épisode 5) : James
- 1986-1991 : Bread (en) (série télévisée, 61 épisodes) : Jack Boswell
- 1992-1993 : Sean's Show (en) (série télévisée, 6 épisodes) : Tony Benetti
- 1993-1995 : Health and Efficiency (en) (série télévisée, 12 épisodes) : Dr Phil Brooke
- 1993-1999 : Goodnight Sweetheart (en) (série télévisée, 58 épisodes) : Ron Wheatcroft
- 2001 : Where the Heart Is (série télévisée, saison 5 épisode 11) : John Garton
- 2001-2002 : Médecins de l'ordinaire (en) (série télévisée, 8 épisodes) : Shaun Carter
- 2003 : Casualty (série télévisée, 4 épisodes) : le père Frank
- 2005 : Inspecteurs associés (série télévisée, saison 9 épisodes 7 et 8) : Dave Green
- 2007 : Flics toujours (série télévisée, saison 4 épisode 4) : Peter Baker
- 2012 : Un monde sans fin (mini-série) : Mark Webber
- 2012- : Trollied (en) (série télévisée, 32 épisodes) : Ian
- 2015 : The Last Kingdom (série télévisée, saison 1 épisodes 4 et 5) : Oswald